# 1863 Antinous
1863 Antinous este un asteroid din apropierea Pământului.

## Descoperirea asteroidului
A fost descoperit la 7 martie 1948 de astronomul american Carl Alvar Wirtanen.

## Caracteristici
Asteroidul are un diametru mediu de circa 2,1 km. Prezintă o orbită caracterizată de o semiaxă majoră egală cu 2,2596339 ua și de o excentricitate de 0,6067797, înclinată cu 18,39827° față de ecliptică.
În secolul al XX-lea Antinous a trecut în cinci rânduri la mai puțin de 30.000.000 de kilometri de Terra; în secolul al XXI-lea va trece o singură dată. Distanța cea mai apropiată crește de fiecare dată, trecând de la 26 la 29 de milioane de kilometri.

## Denumirea asteroidului
Asteroidul a primit numele unui personaj din mitologia greacă, Antinoos, unul din pretendenții la mâna Penelopei, în timp ce Ulise, soțul acesteia, era plecat la Războiul Troian.